# Deserto Rochoso de Sturt

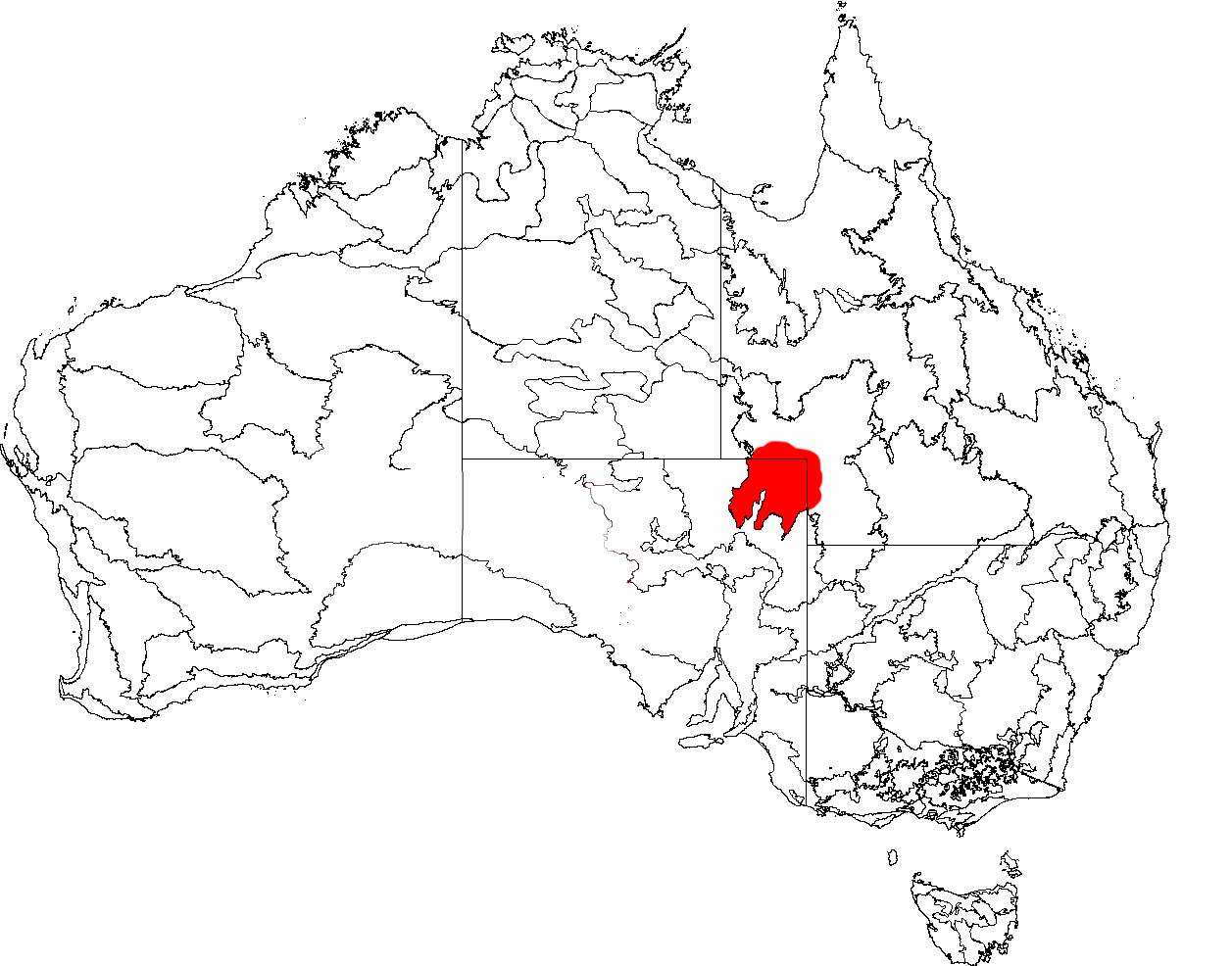
Deserto Rochoso de Sturt

O Deserto Rochoso de Sturt é uma área do nordeste de Austrália Meridional, Austrália, tendo o nome em homenagem a Charles Sturt em 1844 quando tentava encontrar o centro da Austrália. 
O Deserto de Simpson está localizado a oeste e o Deserto de Strzelecki, a leste. Ao sul está localizado o Deserto de Tirari. 